# Антонов, Дмитрий Игоревич (футболист)
Дми́трий И́горевич Анто́нов (укр. Дмитро Ігорович Антонов; род. 28 августа 1996 года) — украинский футболист, защитник.

## Игровая карьера
Воспитанник академии харьковского «Металлиста». После завершения обучения был зачислен в юношескую команду харьковчан. В сезоне 2013/14 сыграл в её составе 15 матчей и забил 1 гол в ворота 19-летних игроков «Шахтёра». В следующем сезоне играл в основном за молодёжную команду.
В Премьер-лиге дебютировал 1 марта 2015 года в гостевом матче против киевского «Динамо». В этой игре помимо Антонова футболки первой команды харьковчан впервые надели также Богдан Бойчук, Алексей Ковтун, Максим Аверьянов, Егор Чегурко, Сергей Сизый и Владимир Барилко. Такой «групповой дебют» игроков харьковской молодёжки стал возможен благодаря бойкоту лидерами «Металлиста» старта весенней части чемпионата Украины из-за невыполнения клубом контрактных обязательств перед ними.
После этого матча в допинг-пробе Дмитрия было обнаружено запрещённое вещество — метандиенон. Согласно требованиям Кодекса ВАДА и Антидопинговым правилам ФИФА футболист был отстранён от игры на 4 года.